# Klubowe Mistrzostwa Świata w piłce siatkowej mężczyzn 2010

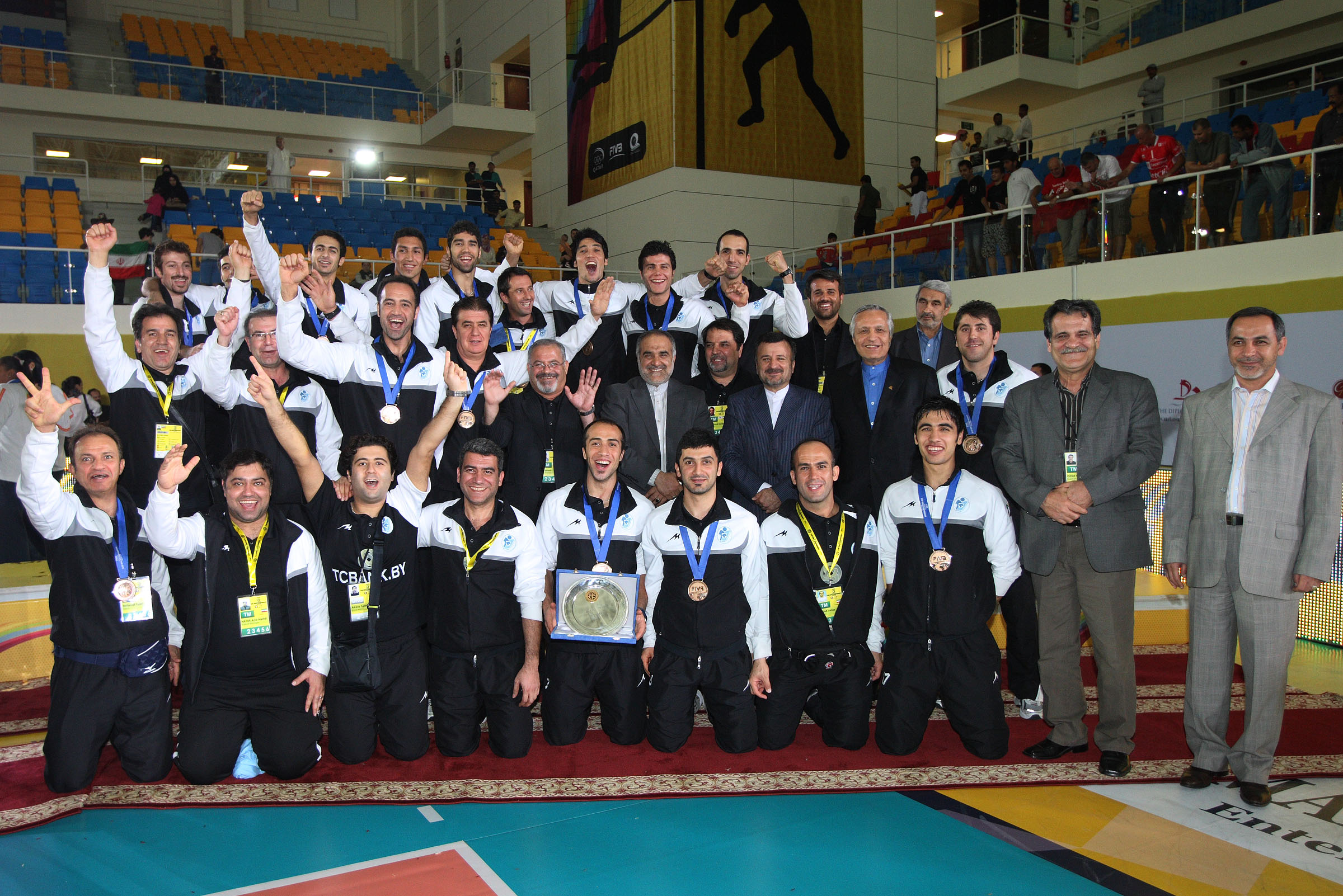
Zawodnicy Pajkanu Teheran brązowymi medalistami Klubowych Mistrzostw Świata 2010

Klubowe Mistrzostwa Świata w piłce siatkowej mężczyzn 2010 (oficjalna nazwa 2010 FIVB Men’s Volleyball Club World Championship) – szósty turniej o tytuł klubowego mistrza świata, który odbył się w dniach 15–21 grudnia 2010 roku drugi raz z rzędu w Katarze w Dosze. Organizatorzy postanowili zrezygnować z tzw. "złotej formuły", według której pierwszy atak musiał być wykonany z drugiej linii.
Pula nagród wyniosła 750 000$.

## System rozgrywek
Turniej składał się z dwóch rund, w trakcie których rozegrano 16 meczów.
W fazie grupowej stworzono dwie grupy (A i B). W każdej znalazły się po 4 zespoły. Rywalizacja w każdej grupie odbywała się systemem kołowym. Do fazy pucharowej awansowały po dwie najlepsze drużyny z każdej z grup. Zespoły z miejsc 3-4 zostały sklasyfikowane w tabeli końcowej turnieju na 5. miejscu.
W fazie finałowej odbyły się półfinały, mecz o 3. miejsce i finał. Pary półfinałowe zostały stworzone według wzoru:
A1 – B2
A2 – B1.
Przegrani półfinałów zagrali o 3. miejsce, natomiast wygrani zmierzyli się w finale. Zwycięzca meczu finałowego został klubowym mistrzem świata.

## Drużyny uczestniczące
| Drużyna            | Sposób awansu                           |
| ------------------ | --------------------------------------- |
| Pajkan Teheran     | Klubowe mistrzostwo Azji                |
| Al-Ahly Kair       | Klubowe mistrzostwo Afryki              |
| Al-Arabi Ad-Dauha  | Gospodarz                               |
| PGE Skra Bełchatów | Zajęcie 3. miejsca w Lidze Mistrzów     |
| Trentino BetClic   | Zwycięstwo w Lidze Mistrzów             |
| Dinamo Moskwa      | Zajęcie 2. miejsca w Lidze Mistrzów     |
| Drean Bolívar      | Klubowe mistrzostwo Ameryki Południowej |
| Paul Mitchell      | Przedstawiciel NORCECA                  |

## Podział na grupy
| Grupa A                                                 | Grupa B                                                    |
| ------------------------------------------------------- | ---------------------------------------------------------- |
| PGE Skra Bełchatów Al-Ahly Pajkan Teheran Al Arabi Doha | Trentino BetClic Dinamo Moskwa Paul Mitchell Drean Bolivar |

## Hala sportowa
| Nazwa                       | Lokalizacja              | Pojemność |
| --------------------------- | ------------------------ | --------- |
| Al-Gharafa Sports Club Hall | Aspire Zone, Doha, Katar | 3000      |

## Faza grupowa

### Grupa A
| Lp. | Drużyna            | Pkt | Mecze | Mecze | Mecze | Sety | Sety | Sety  | Małe punkty | Małe punkty | Małe punkty |
| Lp. | Drużyna            | Pkt | M     | W     | P     | wyg. | prz. | ratio | zdob.       | str.        | ratio       |
| --- | ------------------ | --- | ----- | ----- | ----- | ---- | ---- | ----- | ----------- | ----------- | ----------- |
| 1   | PGE Skra Bełchatów | 6   | 3     | 3     | 0     | 9    | 2    | 4.500 | 259         | 210         | 1.233       |
| 2   | Pajkan Teheran     | 5   | 3     | 2     | 1     | 8    | 4    | 2.000 | 281         | 247         | 1.138       |
| 3   | Al-Arabi Ad-Dauha  | 4   | 3     | 1     | 2     | 4    | 7    | 0.571 | 239         | 256         | 0.934       |
| 4   | Al-Ahly Kair       | 3   | 3     | 0     | 3     | 1    | 9    | 0.111 | 184         | 250         | 0.736       |

Źródło: FIVB
Zasady ustalania kolejności: 1. liczba zdobytych punktów; 2. wyższy stosunek małych punktów; 3. wyższy stosunek setów.
Punktacja: zwycięstwo – 2 pkt; porażka – 1 pkt
     awans do półfinału
Wyniki
| Data  | Godz. | Drużyna 1          | Wynik | Drużyna 2         | 1     | 2     | 3     | 4     | 5     | Widzów | * |
| ----- | ----- | ------------------ | ----- | ----------------- | ----- | ----- | ----- | ----- | ----- | ------ | - |
| 15.12 | 19:00 | Al-Ahly Kair       | 1:3   | Al-Arabi Ad-Dauha | 17:25 | 27:25 | 17:25 | 20:25 |       |        |   |
| 16.12 | 12:00 | PGE Skra Bełchatów | 3:2   | Pajkan Teheran    | 24:26 | 25:21 | 25:22 | 20:25 | 15:12 |        |   |
| 17.12 | 10:00 | Al-Ahly Kair       | 0:3   | Pajkan Teheran    | 20:25 | 19:25 | 19:25 |       |       |        |   |
| 17.12 | 19:00 | PGE Skra Bełchatów | 3:0   | Al-Arabi Ad-Dauha | 25:22 | 25:22 | 25:15 |       |       |        |   |
| 19.12 | 12:00 | PGE Skra Bełchatów | 3:0   | Al-Ahly Kair      | 25:13 | 25:10 | 25:22 |       |       |        |   |
| 19.12 | 19:00 | Pajkan Teheran     | 3:1   | Al-Arabi Ad-Dauha | 25:15 | 25:22 | 25:27 | 25:16 |       |        |   |

### Grupa B
| Lp. | Drużyna          | Pkt | Mecze | Mecze | Mecze | Sety | Sety | Sety  | Małe punkty | Małe punkty | Małe punkty |
| Lp. | Drużyna          | Pkt | M     | W     | P     | wyg. | prz. | ratio | zdob.       | str.        | ratio       |
| --- | ---------------- | --- | ----- | ----- | ----- | ---- | ---- | ----- | ----------- | ----------- | ----------- |
| 1   | Trentino BetClic | 6   | 3     | 3     | 0     | 9    | 1    | 9.000 | 250         | 208         | 1.202       |
| 2   | Drean Bolívar    | 5   | 3     | 2     | 1     | 7    | 5    | 1.400 | 274         | 276         | 0.993       |
| 3   | Dinamo Moskwa    | 4   | 3     | 1     | 2     | 4    | 6    | 0.667 | 232         | 226         | 1.027       |
| 4   | Paul Mitchell    | 3   | 3     | 0     | 3     | 1    | 9    | 0.111 | 204         | 250         | 0.816       |

Źródło: FIVB
Zasady ustalania kolejności: 1. liczba zdobytych punktów; 2. wyższy stosunek małych punktów; 3. wyższy stosunek setów.
Punktacja: zwycięstwo – 2 pkt; porażka – 1 pkt
     awans do półfinału
Wyniki
| Data  | Godz. | Drużyna 1        | Wynik | Drużyna 2     | 1     | 2     | 3     | 4     | 5 | Widzów | * |
| ----- | ----- | ---------------- | ----- | ------------- | ----- | ----- | ----- | ----- | - | ------ | - |
| 15.12 | 12:00 | Paul Mitchell    | 1:3   | Drean Bolívar | 25:23 | 25:27 | 19:25 | 21:25 |   |        |   |
| 16.12 | 17:00 | Trentino BetClic | 3:0   | Dinamo Moskwa | 25:21 | 25:23 | 27:25 |       |   |        |   |
| 17.12 | 12:00 | Dinamo Moskwa    | 3:0   | Paul Mitchell | 25:16 | 25:14 | 25:23 |       |   |        |   |
| 17.12 | 15:00 | Trentino BetClic | 3:1   | Drean Bolívar | 25:16 | 25:15 | 23:25 | 25:22 |   |        |   |
| 19.12 | 15:00 | Dinamo Moskwa    | 1:3   | Drean Bolívar | 22:25 | 22:25 | 25:21 | 19:25 |   |        |   |
| 19.12 | 17:00 | Trentino BetClic | 3:0   | Paul Mitchell | 25:22 | 25:19 | 25:20 |       |   |        |   |

## Faza finałowa

### Drabinka
|  |                    |                    |                  |                   |   |                    |                    |       |
|  | Półfinały          | Półfinały          | Półfinały        |                   |   | Finał              | Finał              | Finał |
|  | Półfinały          | Półfinały          | Półfinały        |                   |   | Finał              | Finał              | Finał |
|  |                    |                    |                  |                   |   |                    |                    |       |
|  |                    |                    |                  |                   |   |                    |                    |       |
|  | PGE Skra Bełchatów | PGE Skra Bełchatów | 3                |                   |   |                    |                    |       |
|  | PGE Skra Bełchatów | PGE Skra Bełchatów | 3                |                   |   |                    |                    |       |
|  | Drean Bolívar      | Drean Bolívar      | 0                |                   |   |                    |                    |       |
|  | Drean Bolívar      | Drean Bolívar      | 0                |                   |   | PGE Skra Bełchatów | PGE Skra Bełchatów | 1     |
|  |                    |                    |                  |                   |   | PGE Skra Bełchatów | PGE Skra Bełchatów | 1     |
|  |                    |                    | Trentino BetClic | Trentino BetClic  | 3 |                    |                    |       |
|  | Trentino BetClic   | Trentino BetClic   | Trentino BetClic | Trentino BetClic  | 3 | 3                  |                    |       |
|  | Trentino BetClic   | Trentino BetClic   |                  |                   |   |                    |                    |       |
|  | Pajkan Teheran     | Pajkan Teheran     | 0                |                   |   |                    |                    |       |
|  | Pajkan Teheran     | Pajkan Teheran     | 0                | Mecz o 3. miejsce |   |                    |                    |       |
|  |                    |                    |                  |                   |   |                    |                    |       |
|  |                    |                    |                  |                   |   |                    |                    |       |
|  |                    |                    |                  |                   |   |                    |                    |       |
|  | Drean Bolívar      | Drean Bolívar      | 2                |                   |   |                    |                    |       |
|  | Drean Bolívar      | Drean Bolívar      | 2                |                   |   |                    |                    |       |
|  | Pajkan Teheran     | Pajkan Teheran     | 3                |                   |   |                    |                    |       |
|  | Pajkan Teheran     | Pajkan Teheran     | 3                |                   |   |                    |                    |       |

### Półfinały
| Data  | Godz. | Drużyna 1          | Wynik | Drużyna 2      | 1     | 2     | 3     | 4 | 5 | Widzów | * |
| ----- | ----- | ------------------ | ----- | -------------- | ----- | ----- | ----- | - | - | ------ | - |
| 20.12 | 12:00 | PGE Skra Bełchatów | 3:0   | Drean Bolívar  | 27:25 | 25:18 | 25:15 |   |   |        |   |
| 20.12 | 19:00 | Trentino BetClic   | 3:0   | Pajkan Teheran | 25:23 | 25:19 | 25:17 |   |   |        |   |

### Mecz o 3. miejsce
| Data  | Godz. | Drużyna 1     | Wynik | Drużyna 2      | 1     | 2     | 3     | 4     | 5     | Widzów | * |
| ----- | ----- | ------------- | ----- | -------------- | ----- | ----- | ----- | ----- | ----- | ------ | - |
| 21.12 | 12:00 | Drean Bolívar | 2:3   | Pajkan Teheran | 25:23 | 25:23 | 23:25 | 20:25 | 13:15 |        |   |

### Finał
| Data  | Godz. | Drużyna 1          | Wynik | Drużyna 2        | 1     | 2     | 3     | 4     | 5 | Widzów | * |
| ----- | ----- | ------------------ | ----- | ---------------- | ----- | ----- | ----- | ----- | - | ------ | - |
| 21.12 | 19:00 | PGE Skra Bełchatów | 1:3   | Trentino BetClic | 22:25 | 19:25 | 25:20 | 16:25 |   |        |   |

## Klasyfikacja końcowa
| Miejsce | Drużyna            |
| ------- | ------------------ |
| złoto   | Trentino BetClic   |
| srebro  | PGE Skra Bełchatów |
| brąz    | Pajkan Teheran     |
| 4.      | Drean Bolívar      |
| 5.      | Al-Ahly Kair       |
| 5.      | Al-Arabi Ad-Dauha  |
| 5.      | Dinamo Moskwa      |
| 5.      | Paul Mitchell      |

## Nagrody indywidualne
| Najlepszy zawodnik (MVP)             | Najlepiej punktujący             | Najlepiej atakujący                  | Najlepiej blokujący              | Najlepiej zagrywający            | Najlepszy libero                    | Najlepiej rozgrywający     |
| ------------------------------------ | -------------------------------- | ------------------------------------ | -------------------------------- | -------------------------------- | ----------------------------------- | -------------------------- |
| Osmany Juantorena (Trentino BetClic) | Federico Pereyra (Drean Bolivar) | Osmany Juantorena (Trentino BetClic) | Mohammad Musawi (Pajkan Teheran) | Luciano De Cecco (Drean Bolivar) | Paweł Zatorski (PGE Skra Bełchatów) | Raphael (Trentino BetClic) |